# 10 août aux Jeux olympiques d'été de 2024
Navigation
9 août 11 août
Le samedi 10 août 2024 est le dix-septième et avant-dernier jour de compétitions des Jeux olympiques d'été de 2024 à Paris en France.

## Programme
| Heure UTC+02:00 (France)                      |               |
| bleu                                          | Cérémonie     |
| neutre                                        | Épreuve       |
| or                                            | Finale        |
| orange                                        | Petite finale |
| rose                                          | Reporté       |
| gris                                          | Annulé        |
| Compétition masculine                         | Hommes        |
| Compétition féminine                          | Femmes        |
| Compétition mixte (hommes et femmes mélangés) | Mixte         |
| Compétition en couple (1 homme et 1 femme)    | Couple        |
| modifier                                      |               |

| Horaire | Discipline Spécialité | Discipline Spécialité                        | Discipline Spécialité | Phase                  | Résultats                                                                                           | Références |
| ------- | --------------------- | -------------------------------------------- | --------------------- | ---------------------- | --------------------------------------------------------------------------------------------------- | ---------- |
| 8 h 0   |                       | Athlétisme Marathon                          | Compétition hommes    | Finale                 | Tamirat Tola · Bashir Abdi · Benson Kipruto                                                         | [ 1 ]      |
| 9 h 0   |                       | Golf Compétition féminine (Tour 4)           | Compétition femmes    | Finale                 | Lydia Ko · Esther Henseleit · Lin Xiyu                                                              | [ 2 ]      |
| 9 h 0   |                       | Taekwondo Plus de 80 kg                      | Compétition hommes    | 8e de finale           | -                                                                                                   | -          |
| 9 h 0   |                       | Water-polo Tournoi féminin                   | Compétition femmes    | Match pour la 7e place | Grèce 19-10 Canada                                                                                  |            |
| 9 h 10  |                       | Taekwondo Plus de 67 kg                      | Compétition femmes    | 8e de finale           | -                                                                                                   | -          |
| 9 h 30  |                       | Pentathlon moderne Compétition féminine      | Compétition femmes    | 1/2 finale             | -                                                                                                   | -          |
| 10 h 0  |                       | Handball Tournoi féminin                     | Compétition femmes    | Petite finale          | Danemark 30-25 Suède                                                                                |            |
| 10 h 0  |                       | Plongeon Haut-vol à 10 m                     | Compétition hommes    | 1/2 finale             | -                                                                                                   | -          |
| 10 h 0  |                       | Tennis de table Par équipes                  | Compétition femmes    | Finale                 | Chine · Japon · Corée du Sud                                                                        | [ 3 ]      |
| 10 h 15 |                       | Escalade Combiné (Bloc)                      | Compétition femmes    | Tour de compétition    | -                                                                                                   |            |
| 10 h 30 |                       | Canoë-kayak (course en ligne) K1 500 m       | Compétition femmes    | 1/2 finale             | -                                                                                                   | -          |
| 10 h 35 |                       | Water-polo Tournoi féminin                   | Compétition femmes    | Petite finale          | États-Unis 10-11 Pays-Bas                                                                           |            |
| 11 h 0  |                       | Basket-ball Tournoi masculin                 | Compétition hommes    | Petite finale          | Allemagne 83-93 Serbie                                                                              |            |
| 11 h 0  |                       | Lutte Libre - Moins de 74 kg                 | Compétition hommes    | Repêchages             | -                                                                                                   | -          |
| 11 h 0  |                       | Lutte Libre - Moins de 62 kg                 | Compétition femmes    | Repêchages             | -                                                                                                   | -          |
| 11 h 0  |                       | Lutte Libre - Moins de 125 kg                | Compétition hommes    | Repêchages             | -                                                                                                   | -          |
| 11 h 10 |                       | Canoë-kayak (course en ligne) K1 1 000 m     | Compétition hommes    | 1/2 finale             | -                                                                                                   | -          |
| 11 h 30 |                       | Haltérophilie Moins de 102 kg                | Compétition hommes    | Finale                 | Liu Huanhua · Akbar Djuraev · Yauheni Tsikhantsou                                                   | [ 4 ]      |
| 11 h 30 |                       | Lutte Libre - Moins de 65 kg                 | Compétition hommes    | 8e de finale           | -                                                                                                   | -          |
| 11 h 30 |                       | Lutte Libre - Moins de 76 kg                 | Compétition femmes    | 8e de finale           | -                                                                                                   | -          |
| 11 h 30 |                       | Lutte Libre - Moins de 97 kg                 | Compétition hommes    | 8e de finale           | -                                                                                                   | -          |
| 11 h 40 |                       | Canoë-kayak (course en ligne) C1 200 m       | Compétition femmes    | 1/2 finale             | -                                                                                                   | -          |
| 12 h 28 |                       | Escalade Combiné (Difficulté)                | Compétition femmes    | Finale                 | Janja Garnbret · Brooke Raboutou · Jessica Pilz                                                     | [ 5 ]      |
| 12 h 40 |                       | Canoë-kayak (course en ligne) K1 500 m       | Compétition femmes    | Finale C               | -                                                                                                   | -          |
| 12 h 50 |                       | Canoë-kayak (course en ligne) K1 500 m       | Compétition femmes    | Finale B               | -                                                                                                   | -          |
| 12 h 50 |                       | Lutte Libre - Moins de 65 kg                 | Compétition hommes    | 1/4 de finale          | -                                                                                                   | -          |
| 12 h 50 |                       | Lutte Libre - Moins de 76 kg                 | Compétition femmes    | 1/4 de finale          | -                                                                                                   | -          |
| 12 h 50 |                       | Lutte Libre - Moins de 97 kg                 | Compétition hommes    | 1/4 de finale          | -                                                                                                   | -          |
| 11 h 10 |                       | Canoë-kayak (course en ligne) K1 1 000 m     | Compétition hommes    | 1/2 finale             | -                                                                                                   | -          |
| 13 h 0  |                       | Canoë-kayak (course en ligne) K1 500 m       | Compétition femmes    | Finale                 | Lisa Carrington · Tamara Csipes · Emma Jørgensen                                                    | [ 6 ]      |
| 13 h 0  |                       | Volley-ball Tournoi masculin                 | Compétition hommes    | Finale                 | France 3-0 Pologne                                                                                  |            |
| 13 h 10 |                       | Canoë-kayak (course en ligne) K1 1 000 m     | Compétition hommes    | Finale B               | -                                                                                                   | -          |
| 13 h 20 |                       | Canoë-kayak (course en ligne) K1 1 000 m     | Compétition hommes    | Finale                 | Josef Dostál · Ádám Varga · Bálint Kopasz                                                           | [ 7 ]      |
| 13 h 40 |                       | Canoë-kayak (course en ligne) C1 200 m       | Compétition femmes    | Finale B               | -                                                                                                   | -          |
| 13 h 50 |                       | Canoë-kayak (course en ligne) C1 200 m       | Compétition femmes    | Finale                 | Katie Vincent · Nevin Harrison · Yarisleidis Cirilo                                                 | [ 8 ]      |
| 14 h 0  |                       | Gymnastique rythmique Concours des ensembles | Compétition femmes    | Finale                 | Chine · Israël · Italie                                                                             | [ 9 ]      |
| 14 h 0  |                       | Water-polo Tournoi féminin                   | Compétition femmes    | Match pour la 5e place | Hongrie 11-11 (4-1 t.a.b.) Italie                                                                   |            |
| 14 h 30 |                       | Taekwondo Plus de 80 kg                      | Compétition hommes    | 1/4 de finale          | -                                                                                                   | -          |
| 14 h 40 |                       | Taekwondo Plus de 67 kg                      | Compétition femmes    | 1/4 de finale          | -                                                                                                   | -          |
| 15 h 0  |                       | Handball Tournoi féminin                     | Compétition femmes    | Finale                 | Norvège 29-21 France                                                                                |            |
| 15 h 0  |                       | Plongeon Haut-vol à 10 m                     | Compétition hommes    | Finale                 | Cao Yuan · Rikuto Tamai · Noah Williams                                                             | [ 10 ]     |
| 15 h 35 |                       | Water-polo Tournoi féminin                   | Compétition femmes    | Finale                 | Australie 9-11 Espagne                                                                              |            |
| 16 h 0  |                       | Breakdance B-Boys                            | Compétition hommes    | Qualifications         | -                                                                                                   | -          |
| 16 h 0  |                       | Haltérophilie Moins de 81 kg                 | Compétition femmes    | Finale                 | Solfrid Koanda · Sara Ahmed · Neisi Dajomes                                                         | [ 11 ]     |
| 16 h 11 |                       | Taekwondo Plus de 80 kg                      | Compétition hommes    | 1/2 finale             | -                                                                                                   | -          |
| 16 h 24 |                       | Taekwondo Plus de 67 kg                      | Compétition femmes    | 1/2 finale             | -                                                                                                   | -          |
| 17 h 0  |                       | Cyclisme sur piste Vitesse individuelle      | Compétition femmes    | 8e de finale           | -                                                                                                   |            |
| 17 h 0  |                       | Football Tournoi féminin                     | Compétition femmes    | Finale                 | Brésil 0-1 États-Unis                                                                               |            |
| 17 h 15 |                       | Volley-ball Tournoi féminin                  | Compétition femmes    | Petite finale          | Brésil 3-1 Turquie                                                                                  |            |
| 17 h 19 |                       | Cyclisme sur piste Keirin                    | Compétition hommes    | 1er tour               | -                                                                                                   |            |
| 17 h 30 |                       | Pentathlon moderne Compétition masculine     | Compétition hommes    | Finale                 | Ahmed El-Gendy · Taishū Satō · Giorgio Malan                                                        | [ 12 ]     |
| 17 h 50 |                       | Cyclisme sur piste Vitesse individuelle      | Compétition femmes    | Repêchages             | -                                                                                                   |            |
| 17 h 59 |                       | Cyclisme sur piste Course à l'américaine     | Compétition hommes    | Finale                 | Iúri Leitão / Rui Oliveira · Simone Consonni / Elia Viviani · Niklas Larsen / Michael Mørkøv        | [ 13 ]     |
| 18 h 15 |                       | Lutte Libre - Moins de 65 kg                 | Compétition hommes    | 1/2 finale             | -                                                                                                   | -          |
| 18 h 35 |                       | Lutte Libre - Moins de 97 kg                 | Compétition hommes    | 1/2 finale             | -                                                                                                   | -          |
| 18 h 55 |                       | Lutte Libre - Moins de 76 kg                 | Compétition femmes    | 1/2 finale             | -                                                                                                   | -          |
| 19 h 7  |                       | Cyclisme sur piste Vitesse individuelle      | Compétition femmes    | 1/4 de finale          | -                                                                                                   |            |
| 19 h 10 |                       | Athlétisme Saut en hauteur                   | Compétition hommes    | Finale                 | Hamish Kerr · Shelby McEwen · Mutaz Essa Barshim                                                    | [ 14 ]     |
| 19 h 21 |                       | Cyclisme sur piste keirin                    | Compétition hommes    | Repêchages             | -                                                                                                   |            |
| 19 h 25 |                       | Athlétisme 800 m                             | Compétition hommes    | Finale                 | Emmanuel Wanyonyi · Marco Arop · Djamel Sedjati                                                     | [ 15 ]     |
| 19 h 30 |                       | Lutte Libre - Moins de 74 kg                 | Compétition hommes    | Finale                 | Razambek Zhamalov · Daichi Takatani · Kyle Dake / Chermen Valiev                                    | [ 16 ]     |
| 19 h 30 |                       | Natation synchronisée Duo (Programme libre)  | Compétition femmes    | Finale                 | Wang Liuyi / Wang Qianyi · Kate Shortman / Isabelle Thorpe · Bregje de Brouwer / Noortje de Brouwer | [ 17 ]     |
| 19 h 30 |                       | Taekwondo Plus de 80 kg                      | Compétition hommes    | Repêchages             | -                                                                                                   | -          |
| 19 h 35 |                       | Water-polo Tournoi masculin                  | Compétition hommes    | Match pour la 7e place | Australie 6-10 Italie                                                                               |            |
| 19 h 40 |                       | Athlétisme Lancer du javelot                 | Compétition femmes    | Finale                 | Haruka Kitaguchi · Jo-Ane van Dyk · Nikola Ogrodníková                                              | [ 18 ]     |
| 19 h 40 |                       | Taekwondo Plus de 67 kg                      | Compétition femmes    | Repêchages             | -                                                                                                   | -          |
| 19 h 45 |                       | Athlétisme 100 m haies                       | Compétition femmes    | Finale                 | Masai Russell · Cyréna Samba-Mayela · Jasmine Camacho-Quinn                                         | [ 19 ]     |
| 20 h 0  |                       | Athlétisme 5 000 m                           | Compétition hommes    | Finale                 | Jakob Ingebrigtsen · Ronald Kwemoi · Grant Fisher                                                   | [ 20 ]     |
| 20 h 0  |                       | Breakdance B-Boys                            | Compétition hommes    | 1/4 de finale          | -                                                                                                   | -          |
| 20 h 5  |                       | Lutte Libre - Moins de 125 kg                | Compétition hommes    | Finale                 | Geno Petriashvili · Amir Hossein Zare · Taha Akgül / Giorgi Meshvildishvili                         | [ 21 ]     |
| 20 h 25 |                       | Athlétisme 1 500 m                           | Compétition femmes    | Finale                 | Faith Kipyegon · Jessica Hull · Georgia Bell                                                        | [ 22 ]     |
| 20 h 30 |                       | Haltérophilie Plus de 102 kg                 | Compétition hommes    | Finale                 | Lasha Talakhadze · Varazdat Lalayan · Gor Minasyan                                                  | [ 23 ]     |
| 20 h 35 |                       | Taekwondo Plus de 67 kg                      | Compétition femmes    | Finale                 | Althéa Laurin · Svetlana Osipova · Nafia Kuş / Lee Da-bin                                           | [ 24 ]     |
| 20 h 45 |                       | Breakdance B-Boys                            | Compétition hommes    | 1/2 finale             | -                                                                                                   | -          |
| 20 h 50 |                       | Lutte Libre - Moins de 62 kg                 | Compétition femmes    | Finale                 | Sakura Motoki · Iryna Koliadenko · Grace Bullen / Aisuluu Tynybekova                                | [ 25 ]     |
| 20 h 51 |                       | Taekwondo Plus de 80 kg                      | Compétition hommes    | Finale                 | Arian Salimi · Caden Cunningham · Rafael Alba Castillo / Cheick Cissé                               | [ 26 ]     |
| 21 h 0  |                       | Beach-volley Tournoi masculin                | Compétition hommes    | Petite finale          | Ahmed / Cherif 0-2 Mol / Sørum                                                                      |            |
| 21 h 12 |                       | Athlétisme Relais 4 × 400 m                  | Compétition hommes    | Finale                 | États-Unis · Botswana · Grande-Bretagne                                                             | [ 27 ]     |
| 21 h 14 |                       | Breakdance B-Boys                            | Compétition hommes    | Finale                 | Phil Kim · Danis Civil · Victor Montalvo                                                            | [ 28 ]     |
| 21 h 22 |                       | Athlétisme Relais 4 × 400 m                  | Compétition femmes    | Finale                 | États-Unis · Pays-Bas · Grande-Bretagne                                                             | [ 29 ]     |
| 21 h 30 |                       | Basket-ball Tournoi masculin                 | Compétition hommes    | Finale                 | France 87-98 États-Unis                                                                             |            |
| 21 h 30 |                       | Boxe Poids plumes (Moins de 57 kg)           | Compétition femmes    | Finale                 | Lin Yu-ting · Julia Szeremeta · Nesthy Petecio / Esra Yıldız                                        | [ 30 ]     |
| 21 h 47 |                       | Boxe Poids plumes (Moins de 57 kg)           | Compétition hommes    | Finale                 | Abdumalik Khalokov · Munarbek Seitbek Uulu · Javier Ibáñez / Charlie Senior                         | [ 31 ]     |
| 22 h 30 |                       | Beach-volley Tournoi masculin                | Compétition hommes    | Finale                 | Åhman / Hellvig 2-0 Ehlers / Wickler                                                                |            |
| 22 h 34 |                       | Boxe Poids plumes (Moins de 75 kg)           | Compétition femmes    | Finale                 | Li Qian · Atheyna Bylon · Modèle:EOR-d Cindy Ngamba / Caitlin Parker                                | [ 32 ]     |
| 22 h 51 |                       | Boxe Poids super-lourds (Plus de 92 kg)      | Compétition hommes    | Finale                 | Bakhodir Jalolov · Ayoub Ghadfa · Djamili-Dini Aboudou / Nelvie Tiafack                             | [ 33 ]     |

## Tableaux des médailles
| Rang  | Nation | Or | Argent | Bronze | Total |
| ----- | ------ | -- | ------ | ------ | ----- |
| 1     |        |    |        |        |       |
| 2     |        |    |        |        |       |
| 3     |        |    |        |        |       |
| 4     |        |    |        |        |       |
| 5     |        |    |        |        |       |
| Total |        |    |        |        |       |

| Rang  | Nation | Or | Argent | Bronze | Total |
| ----- | ------ | -- | ------ | ------ | ----- |
| 1     |        |    |        |        |       |
| 2     |        |    |        |        |       |
| 3     |        |    |        |        |       |
| 4     |        |    |        |        |       |
| 5     |        |    |        |        |       |
| Total |        |    |        |        |       |